# Pierszamajski Pasiołak
Pierszamajski Pasiołak (biał. Першамайскі Пасёлак; ros. Первомайский Посёлок, Pierwomajskij Posiołok; hist. Obryna) – osiedle na Białorusi, w obwodzie grodzieńskim, w rejonie korelickim, w sielsowiecie Jeremicze.

## Historia
W XIX w. dobra Obryna leżały w zaborze rosyjskim, w powiecie nowogródzkim. W 1839 r. w miejscowości wzniesiono murowaną rezydencję na polecenie pułkownika Konstantego Dunin-Rajeckiego (1773 –1844), byłego dowódcy 19 Pułku Ułanów Księstwa Warszawskiego. 
Następnie posiadłość przeszła w ręce Kaszyców, z których ostatni został zastrzelony przez Niemców w 1939 r.. 
W okresie międzywojennym Obryna należała do gminie Jeremicze (od 1930 gmina Turzec) w województwie nowogródzkim II Rzeczypospolitej. 
Po agresji ZSRR na Polskę w 1939 r. miejscowość znalazła się w BSRR. Nazwę Obryna zmieniono na Pierszamajski Pasiołak. W latach 2003–2008 funkcjonowała nazwa Pierszamajski.
Od 1991 r. – w niepodległej Białorusi. Do czasów współczesnych zachowały się resztki rezydencji Kaszyców.